# Fichtenau
Fichtenau település Németországban, azon belül Baden-Württembergben. Lakosainak száma 4587 fő (2023. december 31.).

## Népesség
| Lakosok száma | 4718 | 4538 | 4591 | 4603 | 4595 | 4587 |
|               | 1975 | 2017 | 2019 | 2021 | 2022 | 2023 |